# Крістіан Макун
Крістіан Макун (ісп. Christian Makoun, нар. 5 березня 2000, Валенсія) — венесуельський футболіст, захисник болгарського клубу «Левскі» та національної збірної Венесуели. Відомий за виступами в низці венесуельських та закордонних клубів, зокрема у клубах Major League Soccer.

## Клубна кар'єра
Крістіан Макун народився 2000 року в місті Валенсія у Венесуелі. У дорослому футболі дебютував 2016 року виступами за команду «Самора» (Баринас), в якій до 2018 року провів 21 матч чемпіонату, після чого молодого футболіста відправили на стажування до молодіжної команди туринського «Ювентуса», після чого він повернувся до клубу «Самора».
У 2020 році Макун перейшов до складу команди Major League Soccer «Інтер» (Маямі), у складі якої грав до кінця 2021 року, одночасно грав у складі фарм-клубу команди «Форт-Лодердейл». На початку 2022 року футболіст перейшов до іншого клубу MLS «Шарлотт», але вже протягом року перейшов до іншого клубу MLS «Нью-Інгленд Революшн», у складі якого грав до кінця 2023 року.
На початку 2024 року венесуельський футболіст став гравцем кіпрського клубу «Анортосіс», проте вже в середині 202024 року перейшов до складу болгарського клубу «Левські».

## Виступи за збірні
У 2017 році Крістіан Макун дебютував у складі юнацької збірної Венесуели, загалом на юнацькому рівні взяв участь у 9 іграх, відзначившись одним забитим голом.
Протягом 2017—2019 років Макун залучався до складу молодіжної збірної Венесуели. На молодіжному рівні зіграв у 14 офіційних матчах, забив 3 голи. У складі молодіжної збірної став срібним призером молодіжного чемпіонату світу з футболу 2017 року.
У 2022 році Крістіан Макун дебютував у складі національної збірної Венесуели. У складі збірної був учасником розіграшу Кубка Америки 2024 року у США. Станом на кінець жовтня 2024 року зіграв у складі національної збірної 13 матчів, у яких забитими м'ячами не відзначився.